# Paula Palomares
Paula Palomares Valiente (8 de junio de 1984, Madrid) es una jugadora española de baloncesto profesional. Con 1.72 de estatura juega de base. Juega en el Movistar Estudiantes de Liga Femenina 2.

## Biografía
Participó en el concurso de triples de la Supercopa de España de Baloncesto 2015, convirtiéndose en la cuarta mujer tras Nieves Anula, Marta Fernández y Sandra Gallego.